# Volkswagen L80
L80 var en lille lastbil fra Volkswagen, som blev introduceret i 1994.
Den fandtes kun med én motor, nemlig en 4-cylindret 4,3 liters dieselmotor fra MWM med 103 kW (140 hk).
Pga. nye emissionskrav ophørte salget i Europa i 2000.

## Specifikationer
- Motortype: MWM 4,3 liter turbo diesel
- Effekt: 103 kW (140 hk) ved 2.600/ O pr min
- Moment: 430 Nm ved 1.600-2.000/ O pr min
- Transmission: 5-trins manuel

| Stub | Spire Denne bilrelaterede artikel er en spire som bør udbygges. Du er velkommen til at hjælpe Wikipedia ved at udvide den. |